# جن لیلی
جن لیلی (انگلیسی: Jen Lilley؛ زادهٔ ۴ اوت ۱۹۸۴) یک هنرپیشه و خواننده اهل ایالات متحده آمریکا است. وی از سال ۲۰۰۷ میلادی تاکنون مشغول فعالیت بوده‌است.

## گزیدهٔ آثار

### سینما
- آرتیست (۲۰۱۱)
- بچه جایگزین (۲۰۰۸)

### تلویزیون
- روزهای زندگی ما (۲۰۱۳ تا کنون)
- آی کارلی (۲۰۱۱)
- قواعد نامزدی (۲۰۱۱)
- ذهن‌های مجرم (۲۰۰۹)
- دو مرد و نصفی (۲۰۰۸)
- هانا مونتانا (۲۰۰۷)